# Château du Trichot
Le château du Trichot a été construit à Thézac, dans le département de Lot-et-Garonne. Il est situé dans la zone des vins de Thézac-perricard.

## Histoire
Un premier corps de logis est construit dans la deuxième moitié du XVIe siècle ou au début du XVIIe siècle. 
En 1677, un nouveau corps abritant l'escalier est construit contre le premier corps de logis ainsi qu'un mur de clôture (date gravée sur l'agrafe de la porte et dans un cartouche du portail). Les travaux sont probablement réalisés par Jean de Guilhem qui appartenait à une famille protestante bien possessionnée dans les environs de Tournon-d'Agenais. 
Ce corps de bâtiment est agrandi durant la première moitié du XVIIIe siècle. Dans la même période les dépendances sont modifiées. La dépendance intégrée à l'enceinte porte la date de 1734 sur une pierre du portail.
Durant la deuxième moitié du XVIIIe siècle, le manoir devient la propriété de la famille de Montpezat de Poussou, branche cadette de la famille de Montpezat. 
Le portail nord ouest portant la date de 1886 est un remploi. La métairie a été construite dans le courant du XIXe siècle.
Le château a été inscrit au titre des monuments historiques le 19 décembre 1996,